# 에피스코피 주둔지

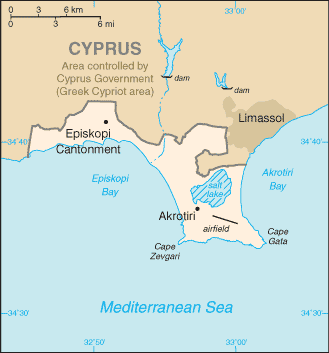
에피스코피 주둔지의 지도

에피스코피 주둔지(영어: Episkopi Cantonment, 그리스어: Φρουρά Επισκοπής, 튀르키예어: Episkopi Cantonment)는 키프로스에 있는 영국의 해외 기지인 아크로티리 데켈리아의 중심지이다. 엄밀하게는 키프로스의 영토이나, 아크로티리 데켈리아의 전 지역과 함께 현재는 유엔의 감시하에 영국군에 의한 군정이 행해지는 영국의 해외 작전 기지이다.

## 같이 보기
- 데켈리아 주둔지
- 아크로티리 데켈리아